# 닐기리스구
닐기리스구(타밀어: நீலகிரி மாவட்டம்,영어: The Nilgiris District)는 타밀나두의 구이다. 닐기리는 영어로 "블루 마운틴"이라 불리며, 산은 인도의 세개의 주 카르나타카주, 타밀나두주, 케랄라주를 경계한다. 남쪽으로는 코임바토르구있다. 닐기리는 서고츠산맥에 속해있으며, 가장 높은 봉우리인 도다베타봉은 2,633m이며, 구의 대부분이 산으로 이루어져있다. 중심지는 우다가만달람(우티)이다. 고지대에서는 차가 재배되며, 휴양관광산업이 발달했다. 영국 식민지 시절의 기차가 지나가며, 관광용기차, 박물관 등이 있다.

## 인구
| 연도    | 인구    | ±% p.a. |
| ------- | ------- | ------- |
| 1901    | 112,882 | —       |
| 1911    | 118,618 | +0.50%  |
| 1921    | 126,519 | +0.65%  |
| 1931    | 169,330 | +2.96%  |
| 1941    | 209,709 | +2.16%  |
| 1951    | 311,729 | +4.04%  |
| 1961    | 409,308 | +2.76%  |
| 1971    | 494,015 | +1.90%  |
| 1981    | 630,169 | +2.46%  |
| 1991    | 710,214 | +1.20%  |
| 2001    | 762,141 | +0.71%  |
| 2011    | 735,394 | −0.36%  |
| source: |         |         |

## 같이 보기
- 우다가만달람